# 10. honvedski pehotni polk (Avstro-Ogrska)
Za druge 10. polke glejte 10. polk.
10. honvedski pehotni polk (nemško k.u. Landwehr Infanterie Regiment Nr. 10) je bil pehotni polk avstro-ogrskega Honveda.

## Zgodovina
Polk je bil ustanovljen leta 1886.

### Prva svetovna vojna
Polkovna narodnostna sestava leta 1914 je bila sledeča: 98% Madžarov in 2% drugih.

## Poveljniki polka
- 1914: Samuel Daubner[2]